# 東条景信
東条 景信（とうじょう かげのぶ、生没年不詳）は、鎌倉時代前期の武将。安房国長狭郡東条郷の地頭を務めていた。念仏宗徒。

## 生涯

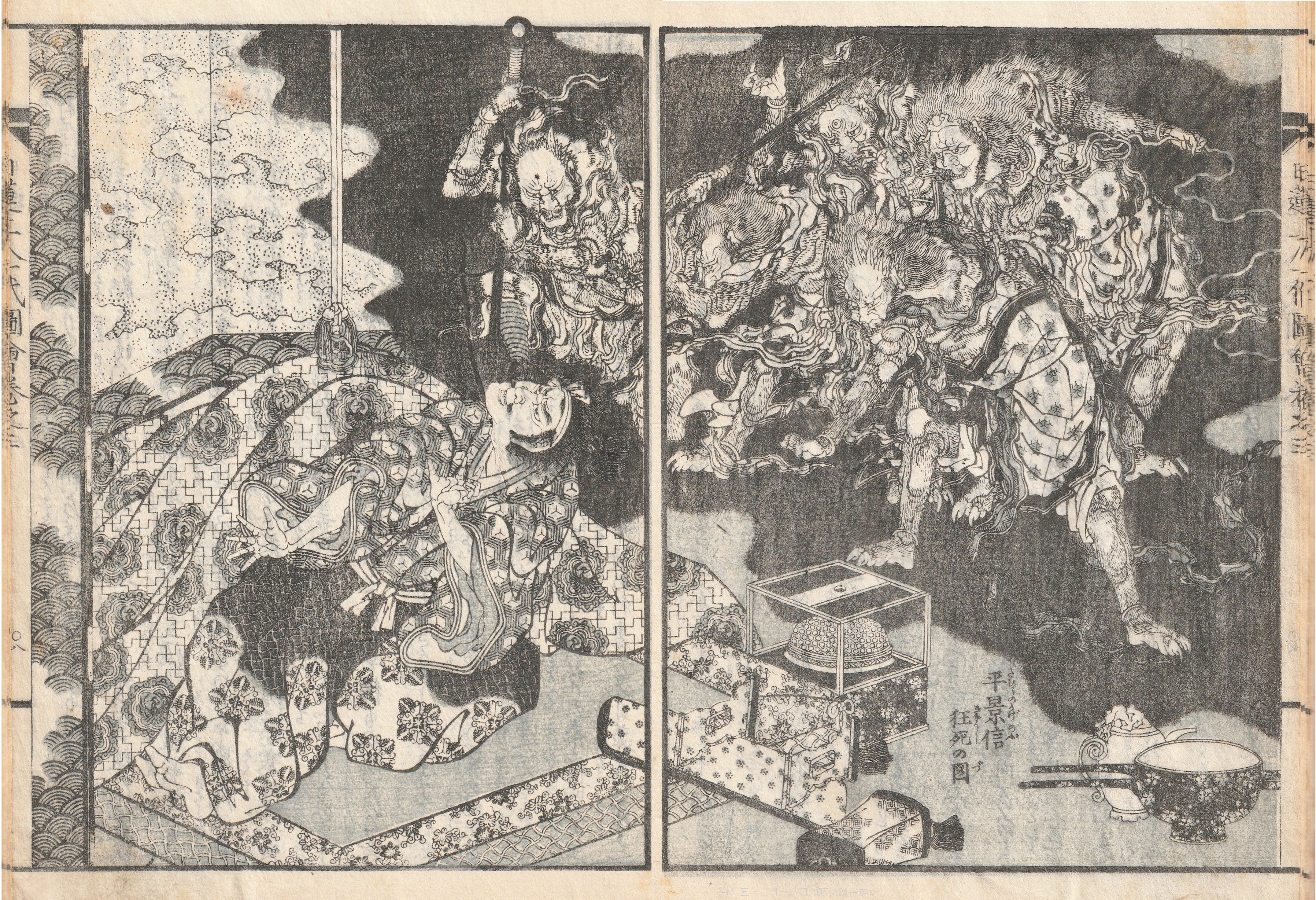
最期は狂死したという説に基づく絵。葛飾為斎・画

1253年（建長5年）4月、日蓮聖人は比叡山で修学を終え、清澄寺において自己の法華経信仰を説いた。このとき景信の信仰している念仏も住生極楽の教えどころか無間地獄に落ちはいる教えであると述べ、法華経のみが成仏の法であると述べたことに怒り、日蓮を殺害しようとしたが清澄寺の道善坊の取り計らいで事なきを得た。日蓮は念仏宗を批判することをやめず、その後も他宗教排撃を弘通活動の中で盛んに行っている。景信はこの信仰上の恨みとともに、日蓮やその両親が恩顧を受けた領家の尼の所領を景信が侵略した時、日蓮が領家の尼の味方をして領家側を勝訴に導いたことなどから、一層の恨みが募ったのではないかと思われている。景信は1264年（文永元年）日蓮が天津の領主工藤吉隆のもとへ招かれた帰途を待ち伏せ襲撃したが討ちもらした（小松原法難）。景信のその後の消息に関しては現在のところ正確にはわからない。一説によると1291年（正応4年）8月、63にて病死したとされる。法号は宝昌寺殿道悟景信大禅門と伝えている。この説によれば小松原で日蓮を襲撃してから27年後に没したことになる。

## 文献
- 安房志,斎藤夏之助
- 千葉県安房郡誌,作者不明
- 日蓮聖人註画讃（小松原鏡忍寺蔵）,作者不明